# Sweetheart Video
Sweetheart Video est une société canadienne située à Montréal qui assure la production et la distribution de films pornographiques lesbiens.

## Histoire
Fondée en 2008 par Jonathan Blitt et l'actrice pornographique Nica Noelle, la société est spécialisée dans les films sur le thème du saphisme. Noelle écrit et réalise tous les films.
Le studio ne met pas en scène des femmes qui jouent les homosexuelles que pour l'argent.
Les actrices doivent être lesbiennes ou bisexuelles dans la vie réelle, car Noelle estime que « les vraies lesbiennes désirent voir des vraies lesbiennes » ; cependant, elle souhaite aussi que les hommes profitent de ses films.

## Vidéothèque sélective
- 2008 : Girls Kissing Girls 1: Young Lesbians in Love
- 2008 : Lesbian Adventures of Satine Phoenix
- 2008 : Lesbian Adventures: Strap-On Specialist
- 2008 : Lesbian Beauties 1: Interracial
- 2008 : Lesbian Chronicles 1
- 2008 : Lesbian Confessions 1
- 2008 : Lesbian Daydreams 1
- 2008 : Lesbian Noir 1
- 2008 : Lesbian Office Seductions 1
- 2008 : Lesbian Truth or Dare 1
- 2008 : Nina Loves Girls 1
- 2008 : Sapphic Lolita
- 2008 : Stephanie Loves Girls
- 2009 : Ginger Loves Girls
- 2009 : Girls Kissing Girls 2: Foreplay Loving Lesbians
- 2009 : Lesbian Adventures: I Love to Trib
- 2009 : Lesbian Adventures: Lingerie Dreams
- 2009 : Lesbian Adventures: Older Women Younger Girls 1
- 2009 : Lesbian Adventures: Victorian Love Letters
- 2009 : Lesbian Babysitters 1
- 2009 : Lesbian Beauties 4: Interracial - Ebony and Ivory
- 2009 : Lesbian Chronicles 3
- 2009 : Lesbian Confessions 3
- 2009 : Lesbian Daydreams 3
- 2009 : Lesbian Mentors 1
- 2009 : Lesbian Noir 2
- 2009 : Lesbian Office Seductions 2
- 2010 : Girls Kissing Girls 4
- 2010 : Legends and Starlets 2
- 2010 : Lesbian Adventures: Strap-On Specialists 2
- 2010 : Lesbian Adventures: Wet Panties
- 2010 : Lesbian Babysitters 2
- 2010 : Lesbian Beauties 5: Mature Women
- 2010 : Lesbian Confessions 4
- 2010 : Lesbian Mentors 3
- 2010 : Lesbian Office Seductions 3
- 2010 : Lesbian Truth or Dare 2
- 2010 : Mother Lovers Society 1
- 2010 : Nina Loves Girls 2
- 2010 : Tombois
- 2011 : Girls Kissing Girls 7
- 2011 : Inari Loves Girls
- 2011 : Julia Ann Loves Girls
- 2011 : Legends and Starlets 5
- 2011 : Lesbian Adventures: Strap-On Specialists 3
- 2011 : Lesbian Adventures: Wet Panties Trib 1
- 2011 : Lesbian Babysitters 4
- 2011 : Lesbian Office Seductions 5
- 2011 : Lesbian Sorority
- 2011 : Lesbian Truth or Dare 5
- 2011 : Mother Lovers Society 5
- 2012 : Allie Haze Loves Girls
- 2012 : Asa Loves Girls
- 2012 : Girls Kissing Girls 10
- 2012 : Lesbian Adventures: Older Women Younger Girls 2
- 2012 : Lesbian Adventures: Strap-On Specialists 4
- 2012 : Lesbian Adventures: Wet Panties Trib 3
- 2012 : Lesbian Analingus 1
- 2012 : Lesbian Babysitters 7
- 2012 : Lesbian Beauties 7: All Black Beauties
- 2012 : Lesbian Office Seductions 7
- 2012 : Lesbian Sorority 2
- 2012 : Lesbian Truth or Dare 7
- 2012 : Mother Lovers Society 7
- 2012 : Sinn Sage Loves Girls
- 2013 : Dani Loves Girls
- 2013 : Girls Kissing Girls 12
- 2013 : Lesbian Adventures: Older Women Younger Girls 3
- 2013 : Lesbian Adventures: Wet Panties Trib 4
- 2013 : Lesbian Analingus 2
- 2013 : Lesbian Babysitters 9
- 2013 : Lesbian Beauties 9: Asian Beauties
- 2013 : Lesbian Office Seductions 9
- 2013 : Mother Lovers Society 9
- 2013 : Shades of Pink
- 2013 : Tombois 2
- 2014 : Girls Kissing Girls 14
- 2014 : Jessie Loves Girls
- 2014 : Lesbian Adventures: Older Women Younger Girls 4
- 2014 : Lesbian Adventures: Strap-On Specialists 6
- 2014 : Lesbian Adventures: Wet Panties Trib 6
- 2014 : Lesbian Analingus 4
- 2014 : Lesbian Babysitters 11
- 2014 : Lesbian Beauties 11: All Black Beauties
- 2014 : Lesbian Stepsisters
- 2014 : Lexi Belle Loves Girls
- 2014 : Mother Lovers Society 10
- 2014 : Prison Lesbians
- 2014 : Tombois 3
- 2015 : Dana DeArmond Loves Girls
- 2015 : Girls Kissing Girls 17
- 2015 : Lesbian Adventures: Older Women Younger Girls 7
- 2015 : Lesbian Adventures: Strap-On Specialists 8
- 2015 : Lesbian Adventures: Wet Panties Trib 7
- 2015 : Lesbian Analingus 6
- 2015 : Lesbian Babysitters 13
- 2015 : Lesbian Beauties 14: Interracial
- 2015 : Lesbian Stepmother
- 2015 : Lesbian Stepsisters 2
- 2015 : Mia Loves Girls
- 2015 : Mother Lovers Society 13
- 2015 : Prison Lesbians 2
- 2016 : Alexis Texas Loves Girls
- 2016 : Brandi Loves Girls
- 2016 : Girls Kissing Girls 19
- 2016 : Lesbian Adventures: Older Women Younger Girls 9
- 2016 : Lesbian Adventures: Strap-On Specialists 10
- 2016 : Lesbian Analingus 9
- 2016 : Lesbian Beauties 16: Interracial
- 2016 : Lesbian Massage
- 2016 : Lesbian Stepmother 2
- 2016 : Lesbian Stepsisters 4
- 2016 : Lesbian Strap-on Bosses
- 2016 : Mother Lovers Society 15
- 2016 : Prison Lesbians 4
- 2016 : Shyla Jennings Loves Girls
- 2017 : Best of Mother Lovers Society
- 2017 : Confessions of a Sinful Nun
- 2017 : Girls Kissing Girls 20
- 2017 : Girls Love Natural Breasts
- 2017 : Kayden Loves Girls
- 2017 : Lesbian Adventures: Older Women Younger Girls 11
- 2017 : Lesbian Adventures: Strap-On Specialists 11
- 2017 : Lesbian Anal
- 2017 : Lesbian Analingus 11
- 2017 : Lesbian Babysitters 14
- 2017 : Lesbian Beauties 18: Black and Blonde
- 2017 : Lesbian Kissing
- 2017 : Lesbian Massage 2
- 2017 : Lesbian Stepsisters 6
- 2017 : Lesbian Strap-on Bosses 2
- 2017 : Mother Lovers Society 17
- 2017 : Mothers and Daughters
- 2017 : My Lesbian Mentor
- 2017 : Prison Lesbians 5
- 2017 : Reform School Girls
- 2017 : Squirting Lesbians
- 2018 : Coven Wives
- 2018 : Lesbian Massage 3

## Récompenses et nominations
- 2012 AVN Award nominee – Best All-Girl Series – Girls Kissing Girls
- 2012 XBIZ Award nominee – All-Girl Release of the Year – Lesbian Deception
- 2012 XBIZ Award nominee – All-Girl Series of the Year – Girls Kissing Girls
- 2011 AEBN Award – Best Lesbian Movie – Lesbian Adventures: Wet Panties
- 2011 AEBN Award nominee – Best Lesbian Movie – Mother Lovers Society
- 2011 AVN Award nominee – Best All-Girl Series – Girls Kissing Girls
- 2011 AVN Award nominee – Best All-Girl Series – Lesbian Adventures
- 2011 AVN Award nominee – Best Educational Release – Nina Loves Girls 2
- 2011 AVN Award nominee – Best MILF Series – Mother Lovers Society
- 2011 AVN Award nominee – Best Older Woman/Younger Girl Release – Legends and Starlets 2
- 2011 XBIZ Award nominee – Feature Studio of the Year
- 2011 XBIZ Award nominee – Gonzo Series of the Year – Lesbian Adventures
- 2011 XRCO Award nominee – Best Girl/Girl Series – Girls Kissing Girls
- 2010 AEBN Award – Studio of the Year
- 2010 AVN Award nominee – Best All-Girl Release – Girls Kissing Girls 3
- 2010 AVN Award nominee – Best All-Girl Series – Lesbian Adventures
- 2008 AEBN Award – Most Watched Studio
- 2008 Orgazmik Award nominee – Best Lesbo Film – The Lesbian Adventures of Satine Phoenix

## Personnalités

### Actrices produites
Ci-dessous, quelques-unes des actrices les plus connues :
- Aaliyah Love
- Abella Danger
- Abigail Mac
- Adriana Chechik
- Aiden Ashley
- Aiden Starr
- Aidra Fox
- Alexis Fawx
- Alexis Texas
- Allie Haze
- Alyssa Reece
- Amarna Miller
- Ana Foxxx
- Andy San Dimas
- Angela White
- Anikka Albrite
- Ann Marie Rios
- April Flores
- April O'Neil
- Ariel X
- Asa Akira
- Ash Hollywood
- Ashli Orion
- Aubrey Addams
- August Ames
- Ava Addams
- Avy Scott
- Bobbi Starr
- Bonnie Rotten
- Brandi Love
- Bree Daniels
- Brett Rossi
- Brooklyn Lee
- Carter Cruise
- Casey Calvert
- Celeste Star
- Chanel Preston
- Charley Chase
- Charlotte Stokely
- Chastity Lynn
- Cherie DeVille
- Dana Vespoli
- Dani Daniels
- Dani Jensen
- Darla Crane
- Deauxma
- Debi Diamond
- Dillion Harper
- Elexis Monroe
- Elsa Jean
- Georgia Jones
- Ginger Lynn
- Gracie Glam
- Holly Wellin
- Inari Vachs
- India Summer
- Isis Taylor
- Jada Fire
- Jada Stevens
- Jasmine Jae
- Jayden Cole
- Jelena Jensen
- Jenna Sativa
- Jennifer White
- Jessa Rhodes
- Jessica Bangkok
- Jessie Andrews
- Jiz Lee
- Julia Ann
- Karlie Montana
- Kayden Kross
- Kendra Lust
- Kimberly Kane
- Kirsten Price
- Kristina Rose
- Kylie Ireland
- Lana Lopez
- Lea Lexis
- Lexi Belle
- Lily Carter
- London Keyes
- Madison Young
- Magdalene St. Michaels
- Marica Hase
- Melissa Monet
- Melissa Moore
- Mia Malkova
- Mia Presley
- Michelle Lay
- Mika Tan
- Mindi Mink
- Misty Rain
- Misty Stone
- Natasha Nice
- Nica Noelle
- Nicki Hunter
- Nina Hartley
- Nyomi Banxxx
- Penny Pax
- Phoenix Marie
- Presley Hart
- Puma Swede
- Raven Rockette
- Raylene
- RayVeness
- Remy LaCroix
- Riley Reid
- Ryan Keely
- Ryan Ryans
- Samantha Ryan
- Sara Luvv
- Sarah Shevon
- Sarah Vandella
- Satine Phoenix
- Shayla LaVeaux
- Shyla Jennings
- Sinn Sage
- Skin Diamond
- Stella Cox
- Stephanie Swift
- Syren De Mer
- Tanner Mayes
- Tanya Tate
- Tara Lynn Foxx
- Taylor Vixen
- Teri Weigel
- Trinity Post
- Valentina Nappi
- Veronica Avluv
- Vicki Chase
- Whitney Westgate
- Zoe Britton
- Zoe Voss
- Zoey Holloway